# Vital Brazil

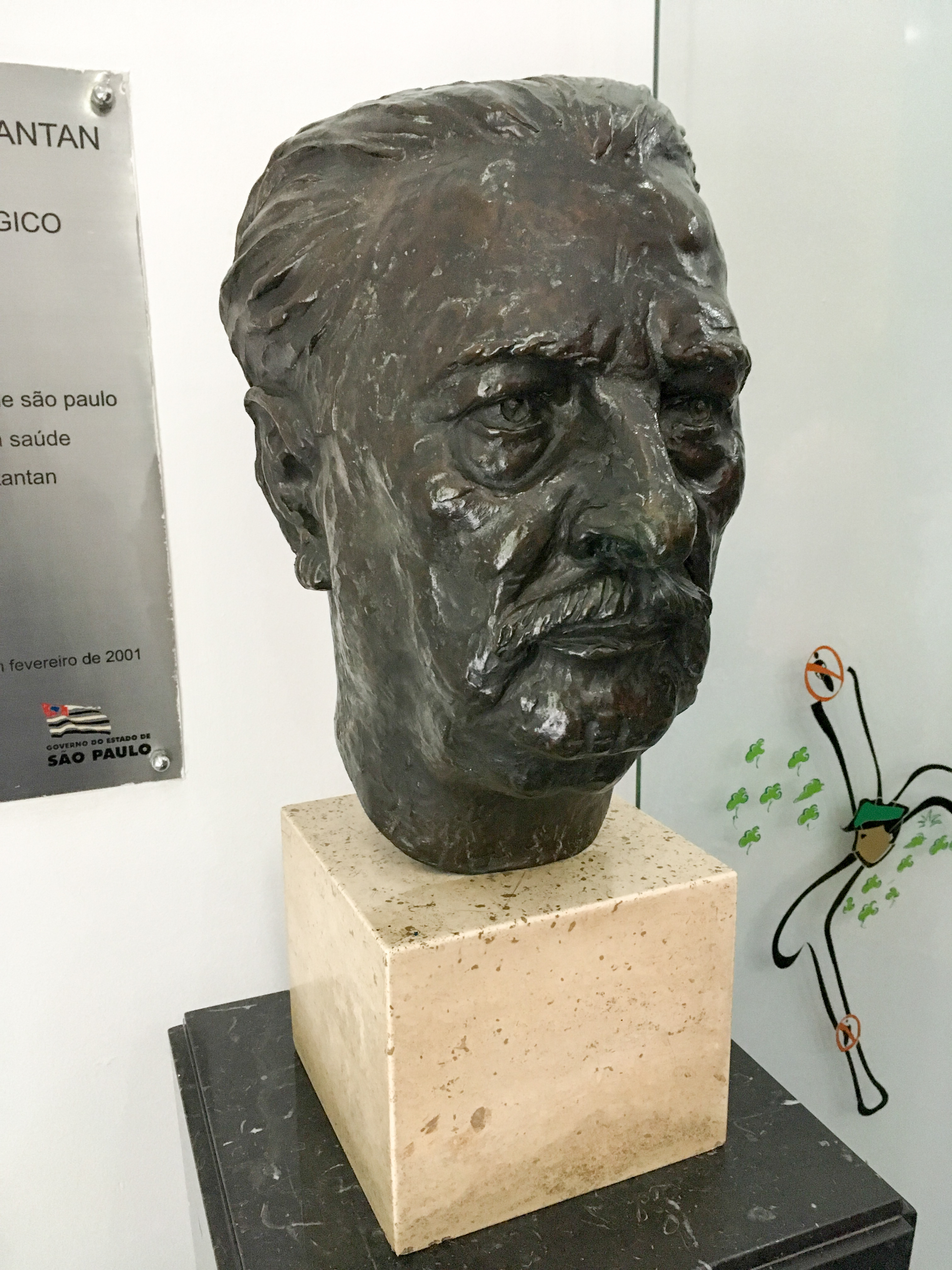
Vital Brazil

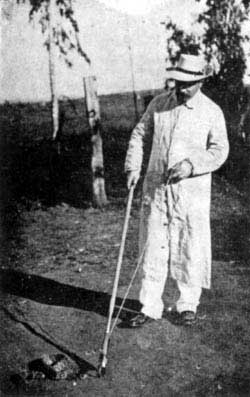
Vital Brazil (1911)

Vital Brazil Mineiro da Campanha (* 28. April 1865 in Campanha, Minas Gerais; † 8. Mai 1950 in Rio de Janeiro) war ein brasilianischer Immunologe.

## Leben
Brazil studierte Medizin in Rio de Janeiro. 1901 gründete er das Instituto Butantan in São Paulo. An diesem Institut arbeiteten später Forscher wie José Moura Gonçalves, Carlos Ribeiro Diniz, Gastão Rosenfeld, Wilson Teixeira Beraldo und Maurício Rocha e Silva. Gemeinsam mit seinen Mitarbeitern gelang ihm die Herstellung von Sera gegen das Gift von bestimmten Arten von Skorpionen (1908) und anderen Spinnenarten (1925).